# Chaîne des Foyers Saint-Nicodème
La Chaîne des Foyers Saint-Nicodème est une organisation camerounaise apolitique et à but non lucratif ayant pour but de sortir les enfants des rues de Douala. Fondée en 1996 par sœur Marie Roumy, l'association a contribué à la réinsertion sociale de plus de 6000 enfants et jeunes en difficulté.

## But
La Chaîne des Foyers Saint-Nicodème accueille, soutient, scolarise et forme à divers métiers des enfants de la rue, en vue de leur réinsertion familiale ou sociale. Aujourd'hui, le cœur de l'association bat au rythme de ses trois foyers, de son centre d'écoute et de son centre de formations professionnelles. 

## Historique
Sœur Marie Roumy (1924-2013) est surnommée « la « Mère Térésa » du Cameroun ». Religieuse, créatrice d'une coopérative d'épargne et pourvoyeuse d'emplois, elle est fortement sensibilisée par la souffrance des enfants de la rue et crée pour eux en 1996 le « projet des enfants de la rue », qui donne naissance la même année à la fondation de la Chaîne des Foyers Saint-Nicodème.

## Soutiens
Le profil des bienfaiteurs des foyers Saint-Nicodème est varié. L'association bénéficie du soutien d'entreprises, de réseaux d'appui au développement,, ainsi que de personnalités publiques ou de particuliers.

## Action éducative en milieu ouvert
La Chaîne des Foyers Saint-Nicodème commence par identifier les endroits fréquentés par les enfants de rues, appelés péjorativement « Nanga Boko », expression qui signifie voyou ou encore sans domicile fixe.
Cette action éducative en milieu ouvert permet à l'association d'orienter les enfants vers un de ses foyers en fonction de leurs profils, mais aussi d'effectuer un travail de médiation auprès des familles concernées.

## Les foyers et centres de Douala
L'association a mis en place et gère trois foyers ainsi qu'un centre de formations professionnelles pour filles à Douala.

### Foyer PK 24
Le foyer PK 24 est situé en milieu rural à 24 km du centre-ville de Douala sur l’ancienne route Douala-Yaoundé. Ferme destinée à l’observation et à la stabilisation des jeunes, le foyer PK 24 a pour objectif de permettre à ces derniers de rompre avec leur environnement urbain « traditionnel » et de définir un nouveau projet d’avenir.

### Foyers de Nylon-Brazzaville et de New Bell
Ces foyers sont respectivement situés dans les second et troisième arrondissements de Douala. Chaque enfant qui fréquente un des deux foyers est obligatoirement inscrit à l'école et bénéficie d'un soutien scolaire approfondi. Il doit également s'engager à respecter un code de conduite et des règles de vie définies par l'association.

### Centre de Nyalla
Cette structure, située dans le troisième arrondissements de Douala, est un centre de formations professionnelles pour filles. L'objectif des encadrants est de transmettre directement un savoir-faire à de jeunes camerounaises victimes de situations sociales et familiales complexes, afin de permettre leur insertion sur le marché du travail.

### Centre d'écoute de Dakar
Le siège social de la Chaîne des Foyers Saint-Nicodème est situé à Douala dans le quartier dit Dakar, non loin du commissariat du 8e arrondissement.
C'est au même endroit qu'est situé le centre d'écoute de l'association dont l'objectif est d'accueillir des enfants/jeunes des rues ou en grandes difficultés. À l'issue de ces contacts, un travail de recherche sur les origines de l'enfant est généralement effectué. Ce dernier pourra éventuellement rejoindre un des foyers de l'association, en accord avec les autorités publiques.